# وصفة الحب (مسلسل)
وصفة الحب (بالتركية: Aşkın Tarifi)‏ مسلسل تركي درامي من إنتاج NTC ميديا. بطولة قادير دوغلو وسيرا آرتورك.

## القصة
تدور أحداث المسلسل حول شاب اسمه “فرات” من منطقة نائية من الطبقة الوسطى وهو يتحضر للزواج من فتاة بعد قصة حب، وفي يوم الزواج وقدير في قمة فرحته يذهب لأخذ حبيبته من مكان تجهيز العرائس. ليجد خطابا منها تخبره بأنها ستتركه من أجل تحقيق حلمها. تتغير حياة فرات جذرياً بسبب التدريب الذي قدمه «دكتور الحب» على التلفاز.

## الممثلون
- قادير دوغلو: فرات كاراسو
- سيرا أرتورك: ناز سويلوير
- ألبير سالديران: تايلان جونيباكان
- جم دافران: حازم سويلوير
- ياسمين شونكا: سلطان يلماز

## موعد العرض
| الموسم | الموسم | الحلقات | الحلقات | البث الأصلي  | البث الأصلي | البث الأصلي |
| الموسم | الموسم | الحلقات | الحلقات | البث الأول   | البث الأخير | الشبكة      |
| ------ | ------ | ------- | ------- | ------------ | ----------- | ----------- |
|        | 1      | 4       | 4       | 7 يونيو 2021 | سيُعلن       | كانال دي    |